# Моисала
Моисала (фр. Moïssala) — город и супрефектура в Чаде, расположенный на территории региона Мандуль. Административный центр департамента Барх-Сара.

## Географическое положение
Город находится в южной части Чада, на левом берегу реки Уам (Бахр-Сара), на высоте 341 метра над уровнем моря.
Населённый пункт расположен на расстоянии приблизительно 505 километров к юго-востоку от столицы страны Нджамены.

## Население
По данным официальной переписи 2009 года численность населения Моисалы составляла 49 252 человека (24 096 мужчин и 25 156 женщин). Население супрефектуры по возрастному диапазону распределилось следующим образом: 51,6 % — жители младше 15 лет, 45,2 % — между 15 и 59 годами и 3,2 % — в возрасте 60 лет и старше.

## Транспорт
На западной окраине города расположен одноимённый аэропорт.

## Известные уроженцы
- Пьер Тура Габа (1920—1998) — чадский политический и государственный деятель.